# Epidemia de peste en Malta de 1813-1814

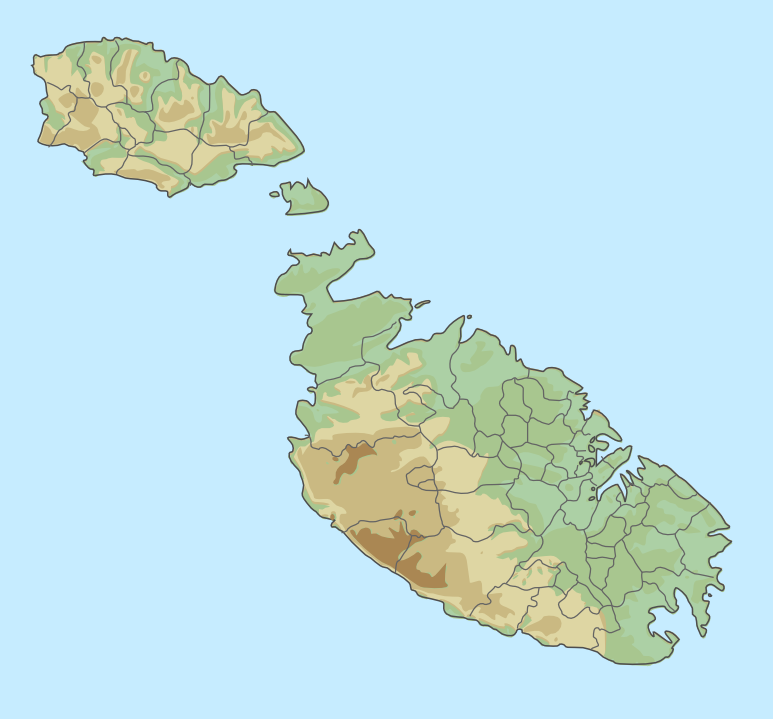
Mapa que muestra los lugares más graves del brote

La epidemia de peste en Malta de 1813-1814 fue la última epidemia importante de peste en las islas de Malta y Gozo. Ocurrió entre marzo de 1813 y enero de 1814 en Malta y entre febrero y mayo de 1814 en Gozo, y la epidemia se declaró oficialmente que había terminado en septiembre de 1814. Causó aproximadamente 4500 muertes, lo que representa aproximadamente el 5% de la población de las islas.
El brote de peste había comenzado en Constantinopla en 1812 y se extendió a otras partes del Imperio Otomano, incluido Egipto. La enfermedad fue importada a Malta desde Alejandría a bordo del bergantín San Nicolás a finales de marzo de 1813. Algunos de sus tripulantes habían contraído la enfermedad y habían muerto, y aunque la embarcación y la tripulación estaban en cuarentena, la enfermedad se extendió a la población local desde que la carga infectada de la embarcación fue robada y vendida en La Valeta. La enfermedad apareció en la ciudad a mediados de abril, y el brote fue grave a mediados de mayo.
El gobierno colonial británico tomó medidas estrictas para contener la plaga, aunque esto se hizo demasiado tarde para evitar que el brote se propagara en sus primeras etapas. El área urbana alrededor del Gran Puerto estaba aislada del resto de la isla, y los asentamientos con altas tasas de mortalidad fueron acordonados. Las violaciones de estas regulaciones fueron recibidas con duras penas, incluida la muerte, y varias personas fueron ejecutadas por ocultar su infección. El brote fue particularmente grave en la capital, La Valeta y su suburbio Floriana, y en las aldeas de Birkirkara, Qormi y Żebbug.
La epidemia comenzó a disminuir a finales de 1813 y se creía que había terminado en enero de 1814. Sin embargo, la enfermedad se introdujo inadvertidamente en Gozo a través de ropa contaminada en febrero, y otro brote ocurrió en la aldea de Xagḥra. Las medidas de contención se impusieron inmediatamente, limitando la propagación y dando lugar a una tasa de mortalidad mucho menor en Gozo.

## Antecedentes
La segunda pandemia de peste comenzó con la Peste Negra en el siglo XIV, y continuó recurriendo hasta el siglo XIX. Los brotes de peste bubónica se habían producido en Malta en 1592-1593, 1623, 1655 y 1675-1676. Este último fue el más grave, habiendo matado a unas 11 300 personas.
En 1813, Malta era un protectorado británico y estaba experimentando un auge financiero y demográfico debido a la economía de guerra y la presencia de la Royal Navy, la reubicación de fábricas británicas de Palermo, Nápoles y Livorno a las islas, y el estatus de puerto libre que significaba que Malta estaba bien conectada con otros puertos mediterráneos. Durante el brote de peste, las islas sufrieron un cambio político de un protectorado a una colonia de la corona.
Se cree que la fuente de la epidemia de 1813-1814 fue un brote que comenzó en Constantinopla en 1812. La plaga se había extendido a Alejandría en Egipto, y en enero de 1813 las autoridades de Malta habían tenido conocimiento de este brote.

## Brote en Malta

### Origen

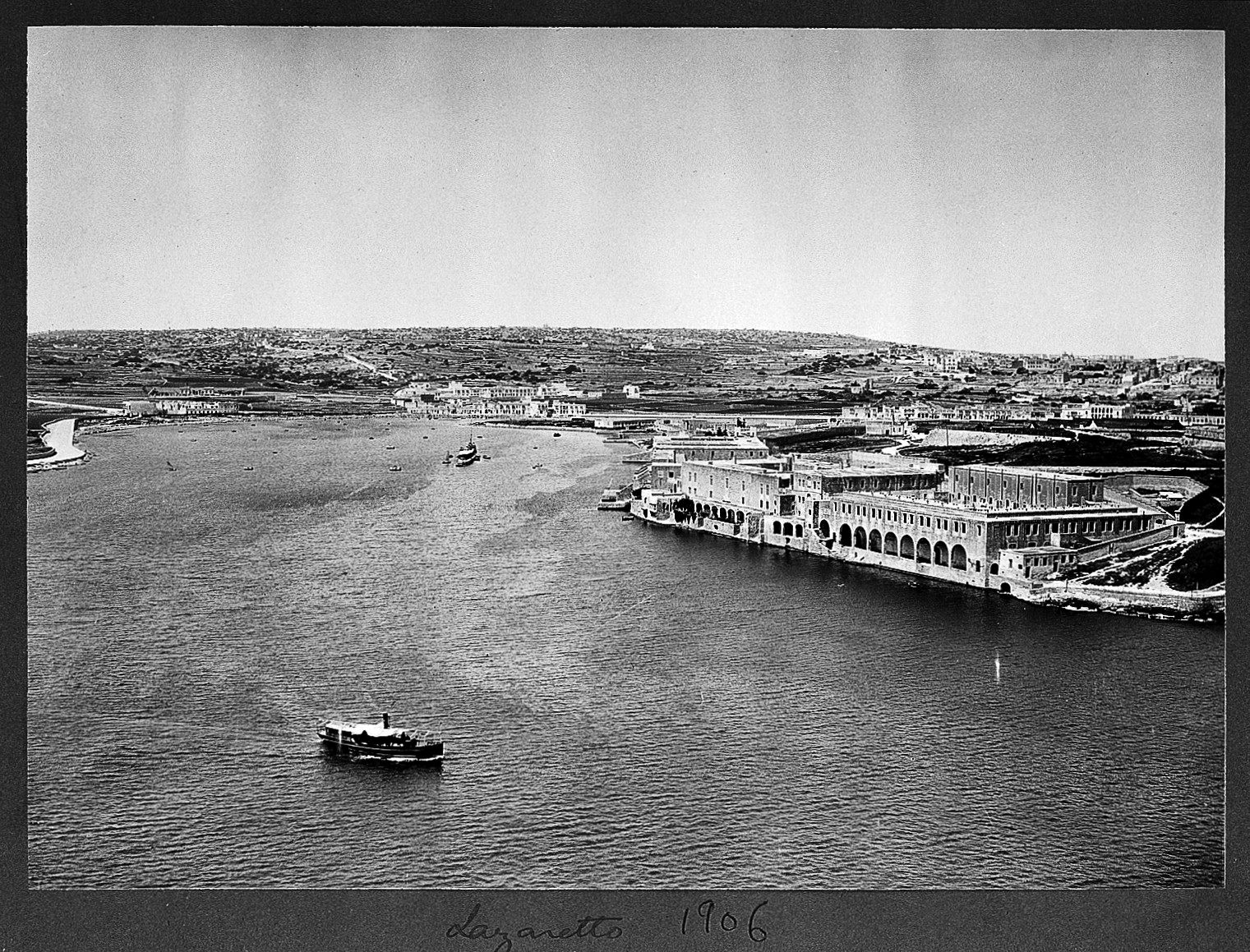
Puerto de Marsamxett y el Lazzaretto,1906

La plaga llegó a las islas maltesas por miembros infectados de la tripulación a bordo de barcos que navegaban de Alejandría a Malta. El San Nicolás, un bergantín maltés que enarbolaba la bandera británica, había salido de Alejandría el 17 de marzo de 1813, y dos de sus tripulantes se enfermaron una semana después de que el buque abandonara el puerto. El buque llegó a Malta el 28 de marzo, y estuvo en cuarentena en el puerto de Marsamxett durante dos semanas. Se enviaron guardias sanitarios para asegurarse de que no hubiera comunicación entre el barco y la costa. Otros dos barcos que también llegaron a Malta desde Alejandría el 28 de marzo, la brigantina británica Nancy y la polacra española Bella Maria, también tuvieron casos de la plaga a bordo. Dos miembros de la tripulación del Nancy se infectaron, mientras que un miembro de la tripulación de la Bella María había muerto a causa de la enfermedad.
La tripulación del San Nicola fue llevada al Lazzaretto en la cercana isla Manoel el 29 de marzo, después de haber tomado precauciones estándar. El 1 de abril, el capitán del barco, Antonio María Mescara, enfermó, y un día después también lo hizo un sirviente que había atendido a los dos tripulantes infectados a bordo de la embarcación. Mescara y el sirviente murieron el 7 de abril, y sus cadáveres fueron examinados, confirmando las sospechas de que murieron de la peste. El San Nicola fue enviado de vuelta a Alejandría el 10 de abril, bajo la escolta del HMS Badger.

### Extendido por toda La Valeta

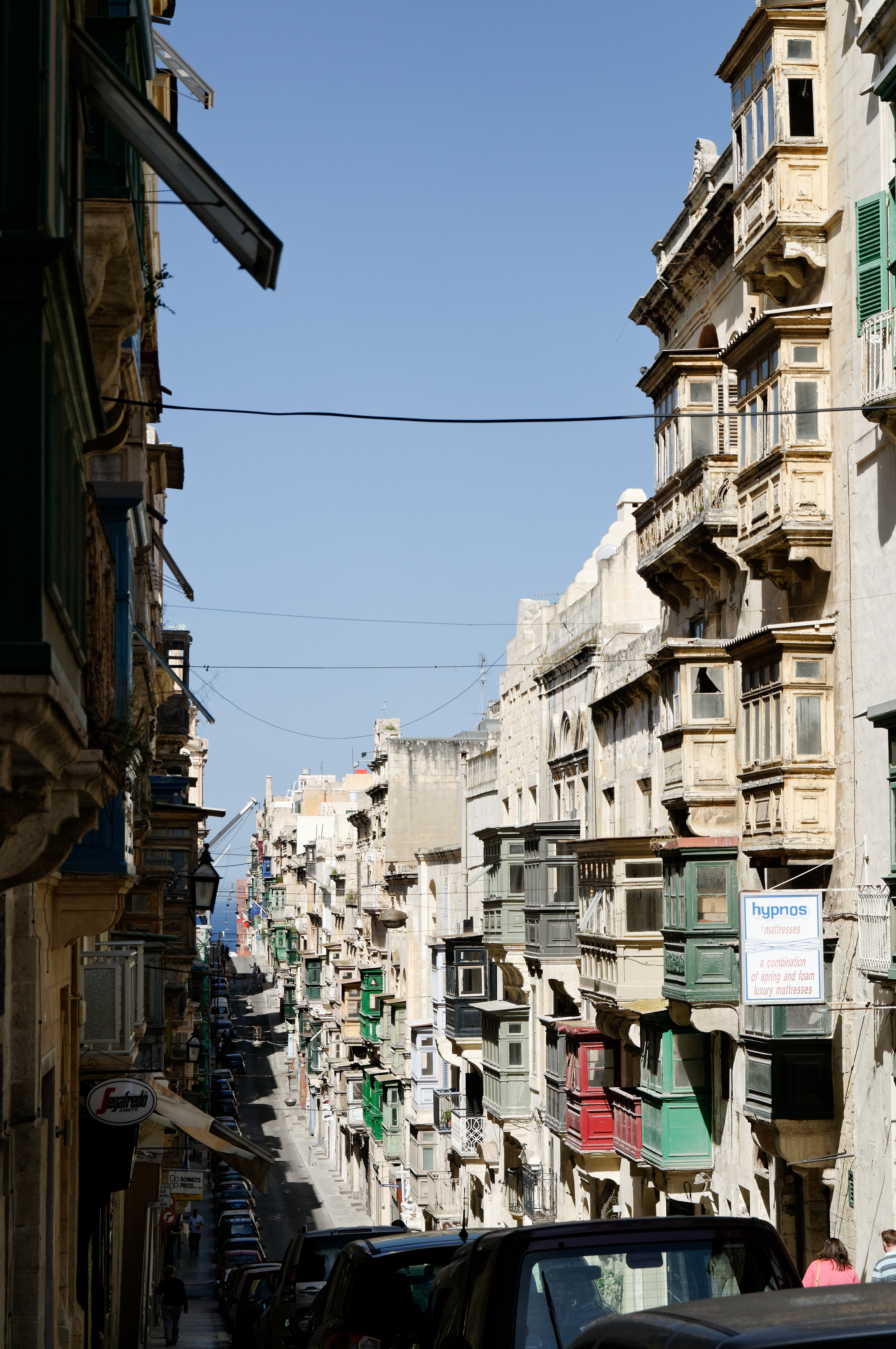
Estrada San Paolo en La Valeta, donde se reportaron los primeros casos

Inicialmente se creyó que la enfermedad estaba contenida sin entrar en contacto con la población, pero mientras el San Nicola estaba en cuarentena, algunos de sus guardias habían robado ropa de su cargamento que estaba infectado. Esto se almacena en una tienda de vinos en Sliema antes de ser vendida a Salvatore Borg, un zapatero, receptor y contrabandista que vivió en el 227, Estrada San Paolo en La Valeta.
El 16 de abril, la hija de 8 años de Salvatore Borg, Anna María, enfermó, y murió tres días después. No se dio cuenta inmediatamente de que la causa de su muerte era la peste, y se le dio un funeral habitual en la iglesia de Ta' Ḥieżu y fue enterrada en la cripta de la iglesia. Poco después de la muerte de la niña, su madre también desarrolló fiebre, causando alarma entre los médicos que informaron a las autoridades del caso. La mujer murió el 3 de mayo, y su esposo Salvatore también se enfermó y finalmente murió. El 4 de mayo, el Comité de Salud emitió una advertencia de que la salud pública estaba en peligro, y confirmó que la enfermedad era la plaga un día después.
El pánico se extendió por toda La Valeta, y muchas personas abandonaron la ciudad y se dirigieron al campo o abordaron barcos para salir de las islas. La mayoría de los británicos y algunos malteses se aislaron dentro de sus hogares. En ese momento, la única persona que se sabía que tenía la enfermedad era Borg, y fue transferido al Lazzaretto, Para el 7 de mayo había una serie de casos sospechosos, pero la enfermedad se propagó inicialmente lentamente, de tal forma que la gente comenzó a dudar de su existencia. El brote aumentó el 16 de mayo, ya que el padre de Borg enfermó y murió y se notificaron muchos casos nuevos alrededor de La Valeta, especialmente en Estrada Reale, Estrada San Cristoforo, Estrada San Giuseppe, Estrada Pozzi y Estrada San Giovanni. Para el 17 de mayo, la enfermedad se había extendido por toda la ciudad. Los guardias que robaron la ropa de cama, así como aquellos que almacenaban y compraban los bienes robados, fueron de las primeras personas en contraer la peste y morir.

### Propagación en el resto de Malta

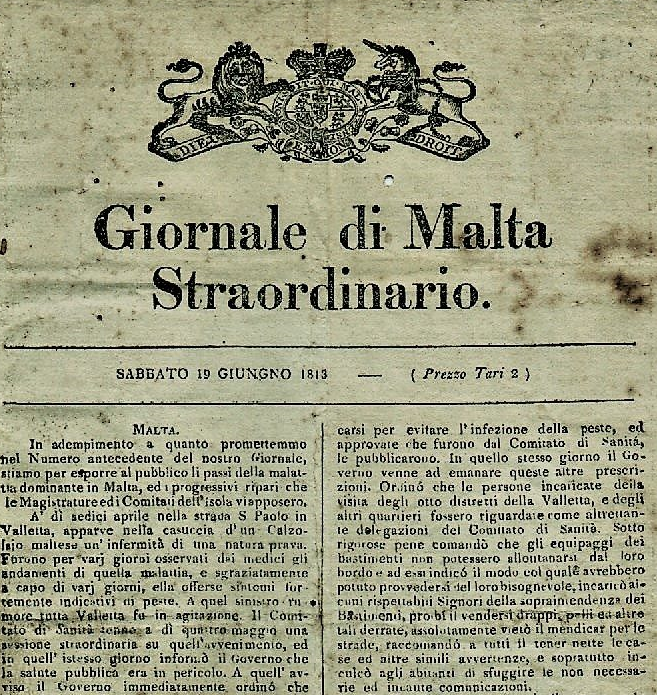
Edición de la Giornale di Malta (19 de junio de 1813), haciendo referencia a la propagación de la peste

Los primeros casos de la plaga fuera de La Valeta se detectaron el 21 de mayo en Mdina, cuando se notificaron cinco casos. En cuestión de días, se extendió a otras ciudades y pueblos del país, y algunos se vieron más gravemente afectados que otros. El brote fue particularmente grave en Birkirkara, uno de los asentamientos más grandes fuera de la zona portuaria, cuya población había aumentado en unos 3000 refugiados que huían de la plaga desde La Valeta.
A finales de julio de 1813, la cifra de muertos había llegado a 1602 personas.
Entre las ciudades y pueblos gravemente afectados por la plaga se encontraban Qormi y Żebbug. En Qormi, la larga duración de la enfermedad se atribuyó a la resistencia de los residentes a las contramedidas del gobierno que intentaban controlar el brote. Algunas ciudades y pueblos no se vieron afectados en absoluto por la plaga, incluyendo Gḥargḥur, Balzan, Kirkop, Safi, Gḥaxaq, Qrendi y Senglea.

### Medidas de contención
Las autoridades introdujeron medidas en un intento de contener el brote, pero inicialmente fueron ineficaces. La propagación se agravó ya que las causas de la enfermedad eran desconocidas en ese momento, las medidas de contención no se introdujeron inmediatamente, y algunas personas se resistieron al negarse a transferir a los infectados a depósitos designados por el gobierno.
El comercio se detuvo inmediatamente después de que se identificara el brote como la plaga. El 5 de mayo, los edificios públicos, incluidos los tribunales de justicia y el teatro, fueron cerrados. Los asentamientos urbanos en la zona portuaria: La Valeta y su suburbio Floriana, y las Tres Ciudades de Birgu, Cospicua y Senglea fueron puestos bajo observación médica. El contacto directo e indirecto entre las personas se desanimó, especialmente en los mercados. El 7 de mayo, cualquier comunicación entre los barcos y la costa estaba prohibida, y el obispo Ferdinando Mattei ordenó que todas las iglesias fueran cerradas el 9 de mayo. El gobierno publicó un relato de la plaga de 1743 en Mesina para informar al público de las consecuencias de un brote.

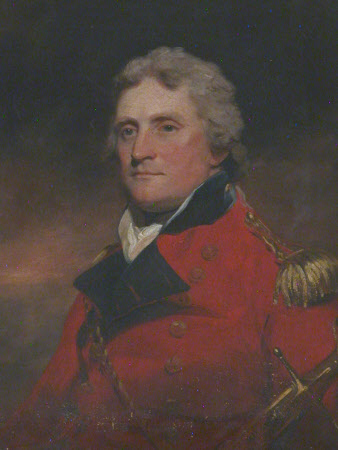
Sir Hildebrand Oakes, Comisionado Civil hasta octubre de 1813

El 17 de mayo, el Comisionado Civil Sir Hildebrand Oakes ordenó que cualquier caso sospechoso fuera reportado a la Junta de Salud, y cualquier persona que ocultara la existencia de la enfermedad era responsable de la pena de muerte. La sentencia fue llevada a cabo por primera vez a Anthony Borg, quien había ocultado su infección a las autoridades, y fue ejecutado públicamente por un pelotón de fusilamiento en La Valeta el 17 de agosto. Las casas de personas que habían sido infectadas fueron cerradas, pero inicialmente no se intentó purificarlas. Algunos animales infectados de estos edificios podrían haber escapado y contribuido a la propagación de la peste. Eventualmente, los animales domésticos fueron retenidos en hogares o colocados en jaulas mientras que los animales callejeros comenzaron a ser asesinados con el fin de evitar una mayor propagación. Muchas personas escondieron bienes contaminados con el fin de evitar que fueran destruidos por las autoridades.
El 19 de junio se instalaron varias barreras en La Valeta y sus alrededores. Se trataba de barandillas que estaban espaciadas de tal manera que permitían a las personas de lados opuestos poder hablar sin entrar en contacto entre sí. Esto se hizo con el fin de garantizar el suministro de alimentos del campo a las ciudades. La Valeta fue subdividido en ocho distritos y el movimiento de personas fue restringido bajo la pena de muerte. También se impusieron restricciones similares a las Tres Ciudades. Oakes estableció un Cuerpo de Guardias Cívicas para vigilar las casas de los infectados y hacer cumplir las regulaciones, y nombró al teniente coronel Francesco Rivarola para el puesto temporal del inspector general, que tenía poder sobre la Guardia Civil, así como la policía. Las tiendas que vendían comida sólo podían abrir durante cuatro horas al día. A lo largo de la epidemia, el servicio postal continuó funcionando y fue el único medio de comunicación entre individuos en las ciudades en cuarentena del Gran Puerto y el resto de las islas.
Los soldados desplegados para hacer cumplir las medidas de contención incluían a los veteranos malteses y al Batallón Provincial maltés, y sus funciones también incluían la asistencia de la policía y las autoridades civiles. Los prisioneros fueron obligados a llevar a los muertos de sus hogares a sitios de entierro en carros especialmente hechos, y eran conocidos como beccamorti. Muchos prisioneros se infectaron y murieron en el proceso, y las autoridades trajeron prisioneros de Sicilia para continuar el trabajo, pero estos también murieron. La población maltesa tenía miedo de estos prisioneros, que a veces podrían haber cometido violaciones y robos.
A mediados de septiembre, había menos nuevos casos de la peste y la enfermedad parecía estar disminuyendo.

### Hospitales y centros de aislamientos

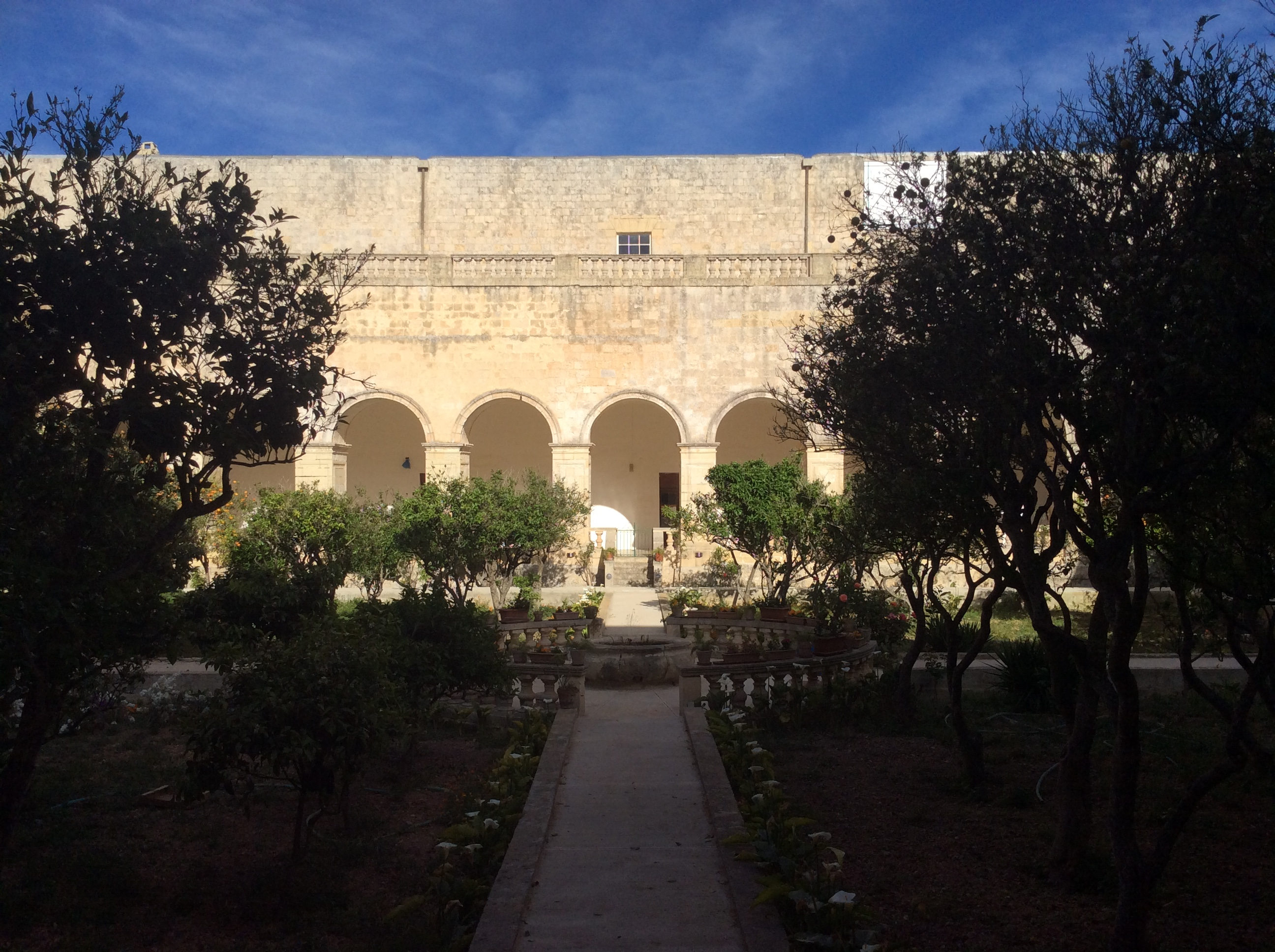
Convento de Santo Domingo en Rabat, que fue uno de varios hospitales temporales para víctimas de peste

Las personas infectadas fueron llevadas al Lazzaretto de la isla Manoel, un hospital y un centro de cuarentena que habían sido construidos para hacer frente a brotes de enfermedades infecciosas. Fuerte Manoel, que se encuentra junto al Lazzaretto, se convirtió en un depósito donde los casos sospechosos de la peste fueron aislados. A finales de junio de 1813, el Lazzaretto había alcanzado su capacidad y se llenó de pacientes, por lo que no se hizo ninguna distinción entre casos confirmados y sospechosos reunidos juntos en Fuerte Manoel. Por lo tanto, el fuerte se convirtió en uno de los principales puntos focales de la enfermedad.
Se establecieron hospitales temporales en otros lugares, incluyendo Villa Bighi en Kalkara (más tarde el sitio de un hospital naval) y el Convento de Santo Domingo en Rabat. Las cabañas conocidas como barracche (barrakki) fueron construidas en varios lugares, principalmente como refugios para personas evacuadas de sus hogares o como hospitales. Otros fueron utilizados como salas de guardia, puestos de mercado y tiendas, un matadero, oficinas (incluyendo una oficina de correos), tiendas y privados. Las cabañas se volvieron muy calientes en el verano causando molestias a sus ocupantes, y en una ocasión algunas de ellas se derrumbaron en una tormenta eléctrica.
Muchos barracche fueron construidos en las zanjas de fortificaciones, incluyendo la zanja principal del frente terrestre de La Valeta, y las zanjas de Las Líneas Floriana cerca de Porta Sant'Anna y Porte des Bombes. Otros también fueron construidos dentro de La Valeta y Floriana y en Ta' Xbiex, Fuerte Manoel, Bighi, Birkirkara, Qormi, Żebbuḥ y fuera de las Líneas Cottonera cerca de Birgu. Un hospital temporal que consta de 59 cabañas fue construido en Santa Venera en septiembre de 1813.

### Cambio de gobernador

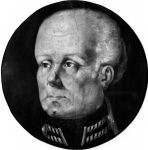
Sir Thomas Maitland, Gobernador desde octubre de 1813

En 1813, los británicos cambiaron el estatus de Malta de protectorado a colonia de la corona, y la oficina del Comisionado Civil fue reemplazada por la de gobernador. A Oakes se le ofreció el nuevo puesto, pero declinó por su propia mala salud. Ha habido sugerencias de que la renuncia de Oakes se debió al brote de peste, pero una carta que escribió antes de que estallara la enfermedad ya expresó sus deseos de renunciar. La oficina del Gobernador fue dada a Sir Thomas Maitland, quien llegó a las islas el 3 de octubre y asumió el cargo dos días más tarde. Maitland tomó medidas estrictas con el fin de eliminar la enfermedad.
También se impusieron medidas restrictivas en las aldeas para evitar que la enfermedad se propagara. A la población no se le permitió ir al campo o a los puertos, y los campos de algodón fueron abandonados. El 10 de septiembre, el movimiento desde asentamientos con altas tasas de mortalidad fue restringido, y los soldados rodearon y acordonaron Qormi, Żebbuḥ y Birkirkara para evitar que los habitantes se fueran. Las violaciones de esta restricción fueron susceptibles a la pena de muerte.
La tasa de mortalidad había disminuido a 196 personas en octubre, y para entonces la epidemia estaba disminuyendo. El 13 de noviembre, Maitland ordenó que las casas y tiendas en La Valeta y Floriana fueran purificadas bajo la supervisión de los médicos y la policía por un período de 15 días. Las personas que habían ocultado objetos potencialmente infectados fueron indultadas si revelaban sus artículos a la policía en un plazo de 10 días. En diciembre, el número de distritos en La Valeta se incrementó a 24, mientras que Floriana se dividió en 7 distritos.
La situación había mejorado considerablemente en diciembre de 1813, y el 7 de enero de 1814 se levantaron las restricciones a La Valeta. Las restricciones a otras ciudades y aldeas fueron eliminadas en los días siguientes, excepto en Qormi, que permaneció aislada hasta principios de marzo. Se dijo que el brote había terminado a finales de enero. El 27 de enero, la barracche fue desmantelada y quemada.

## Brote en Gozo

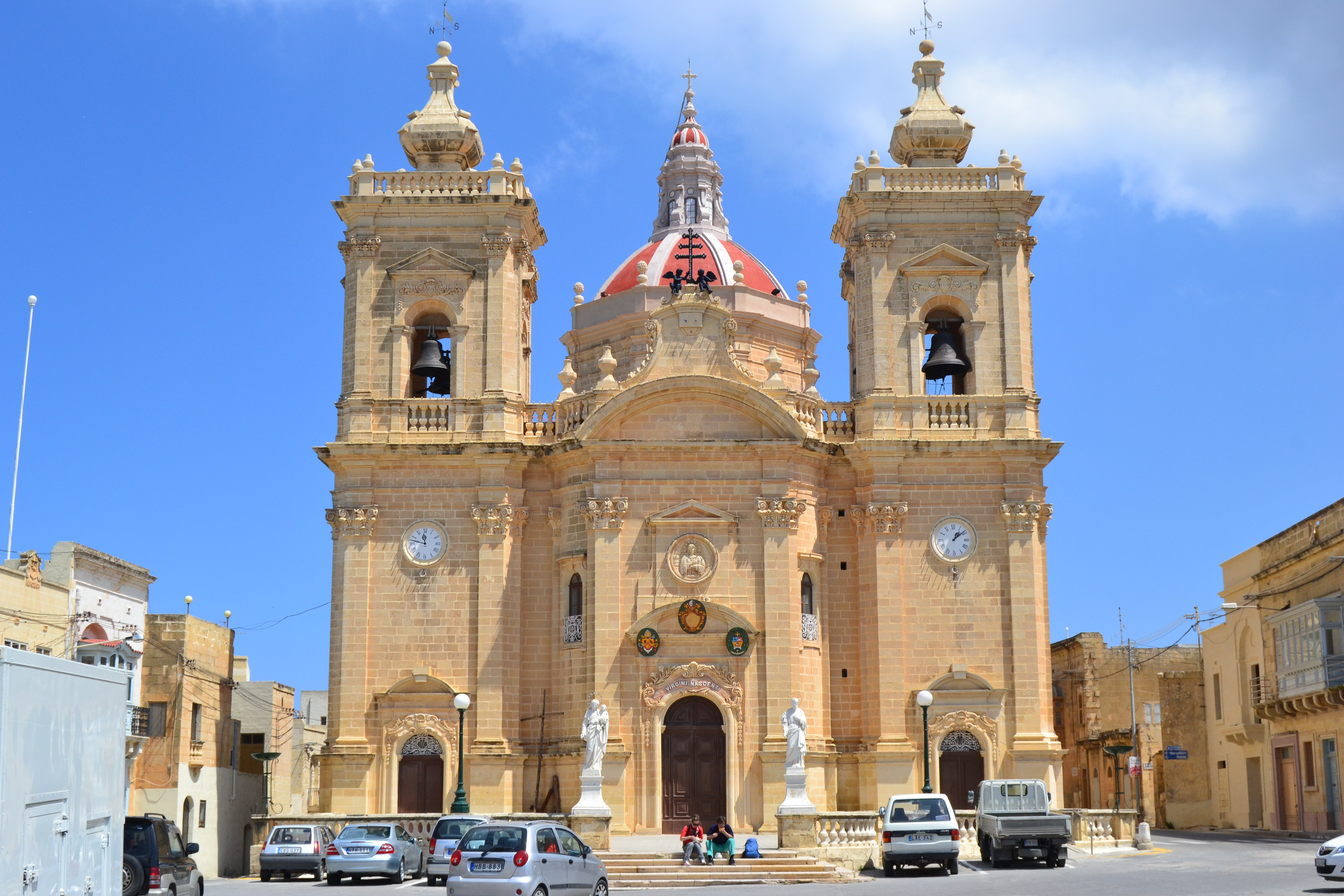
La iglesia parroquial de Xagḥra, cuya construcción se retrasó debido a la epidemia

Aunque partes de Malta fueron devastadas por la peste, no hubo brote de la peste en la isla de Gozo en 1813. La comunicación con Malta continental se vio restringida cuando se produjo el brote en La Valeta, que inicialmente impidió que la enfermedad llegara a Gozo. Sin embargo, cuando se levantaron las restricciones al final de la epidemia en Malta, se produjo un brote en Gozo, aunque era mucho menor que el de Malta.
Se cree que la enfermedad fue importada a la isla a través de ropa infectada que había sido ocultada durante la epidemia de Malta. Angelo Galea, un gozitano que estaba en Qormi en ese momento fuera del brote, escondió una caja de ropa (incluyendo una gḥonnella) de las autoridades y los llevó con él cuando regresó a Gozo a finales de febrero de 1814. Murió en su casa de Xagḥra el 22 de febrero de 1814, un par de días después de su llegada. Al igual que el primer caso en Malta, no se creía que muriera de la peste y su funeral se celebró en la iglesia parroquial del pueblo.
El 28 de febrero, la hija de Galea, Rosa, enfermó y murió poco después en el hospital de Rabat. Había temores de que la plaga había llegado a Gozo, y a los pocos días varios residentes de Xagḥra murieron a causa de la enfermedad. El 2 de marzo de 1814 se notificaba un brote de fiebre, y se confirmó que era peste cinco días después.

### Medidas de contención

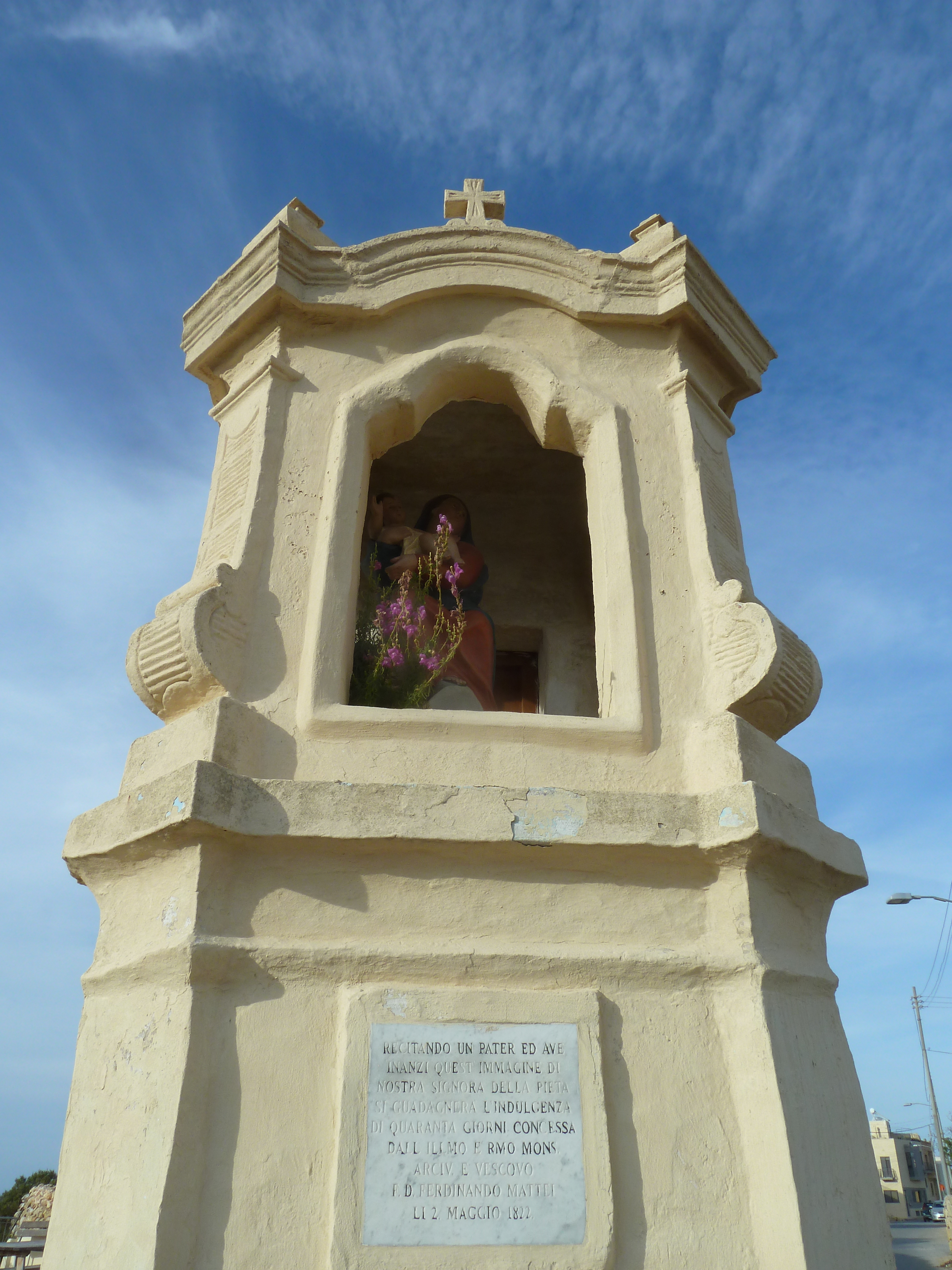
Santuario construir para acción de gracias después de la peste.

El 8 de marzo, Maitland cortó toda comunicación entre las islas, y el ejército fue enviado a acordonar Xagḥra para evitar la propagación de la peste al resto de Gozo. La enfermedad se contuvo con éxito dentro de la aldea, lo que resultó en gozo tener una cifra de muertes mucho menor que Malta. El 13 de marzo, Joseph Said salió de su casa en un estado de delirio después de ser infectado, y fue asesinado a tiros por la policía. Otro hombre fue ejecutado por un pelotón de fusilamiento por ocultar la enfermedad el 31 de marzo.
Una casa de campo conocida como tal-Qassam situada al sur de la aldea fue requisada y convertida en hospital para el 19 de marzo. Conocido como el hospital de la peste Tal-Fewdu, fue dirigido por el médico militar George McAdam. Los muertos fueron enterrados en un campo cercano con el fin de limitar la posibilidad de infección mientras transportaban cadáveres. El 31 de marzo, las personas que vivían en casas donde otros habían sido infectados fueron trasladadas a un campamento de tiendas de campaña. El brote ya estaba en declive a mediados de abril, pero McAdam contrajo la enfermedad y murió el 5 o 6 de mayo.
La última muerte por la plaga en Gozo fue el 28 de mayo. El 12 de junio, los familiares de las víctimas de la peste fueron llevados a la bahía de Ramla y se les dijo que se bañaran en el mar tres veces al día bajo supervisión policial. Se creía que esto los desinfectaba a partir de rastros de la enfermedad.
Las Islas Maltesas fueron declaradas oficialmente libres de la enfermedad el 8 de septiembre de 1814, y la comunicación entre las islas se restableció el 14 de septiembre.

## Transmisión
La peste es causada por microbios en ratas, que se propagan a los seres humanos a través de pulgas infectadas de las ratas. En el momento del brote, esta causa no se conocía, lo que dificultó los esfuerzos de contención y llevó a especulaciones sobre la causa y la propagación de la enfermedad. En ese momento, la teoría del miasma que creía que la enfermedad era causada por el "mal aire" era popular, y aquellos que creían que era contagiosa la rastrearon a fuentes inusuales.
Se creía que el cabello, el papel, las plumas y la paja se infectaban fácilmente, por lo que se cuidó cuando se manipularon estos artículos. El correo fue desinfectado en el Lazzaretto cortando cartas abiertas y empapándolas en vinagre o exponiéndolas a humos de una mezcla de sustancias. Durante el brote, algunos escribieron en tabletas de madera en lugar de papel, y en enero de 1814 los registros del Monte di Pietà no estaban consolidados, desinfectados y repuntaban para asegurarse de que no estuvieran contaminados.
En el brote de La Valeta, se observó que las familias de las víctimas eran más propensas a contraer la enfermedad que los vecinos, de tal manera que la enfermedad se propagaba cada vez que había contacto entre las personas, pero no entre las personas que vivían cerca pero no se hacían contacto entre sí. Esto llevó a darse cuenta de que la enfermedad no estaba en el aire. El hecho de que la plaga devastara La Valeta, pero no afectó seriamente a las cercanas Tres Ciudades, también fue citado como prueba de ello.

## Impacto

### Número de muertos e impacto demográfico
Se ha notificado que el número de muertos por el brote de peste en Malta fue entre 4487, 4549, 4572 o 4668. Alrededor de 740 de las muertes fueron en la ciudad de Qormi. El número de muertos en las Tres Ciudades fue de 33 en Birgu y 12 en Cospicua; no hubo muertes por la peste en Senglea. A pesar del alto número de muertos de civiles, la guarnición británica de alrededor de 3700 hombres sólo perdió a 20 hombres a la peste.
La cifra de muertos en Gozo se reportó a 96 o 104, de una población de más de 15 000 habitantes. Entre las víctimas notables de la peste se encuentran el párroco de Xagḥra Vincenzo Cauchi, y George McAdam, el cirujano del ejército que se había ofrecido como voluntario para ayudar a establecer el hospital en Xagḥra.
En ese momento, la población de las islas era de aproximadamente 97 000, por lo que se estima que la peste mató aproximadamente al 5% de la población. En la década de 1820, un autor escribió que la enfermedad "arrasó a más de una vigésima parte de los habitantes de una de las islas más pobladas bajo la corona británica". El número de muertos jugó un papel en la reducción de la presión de la población en las islas densamente pobladas.

### Cementerios

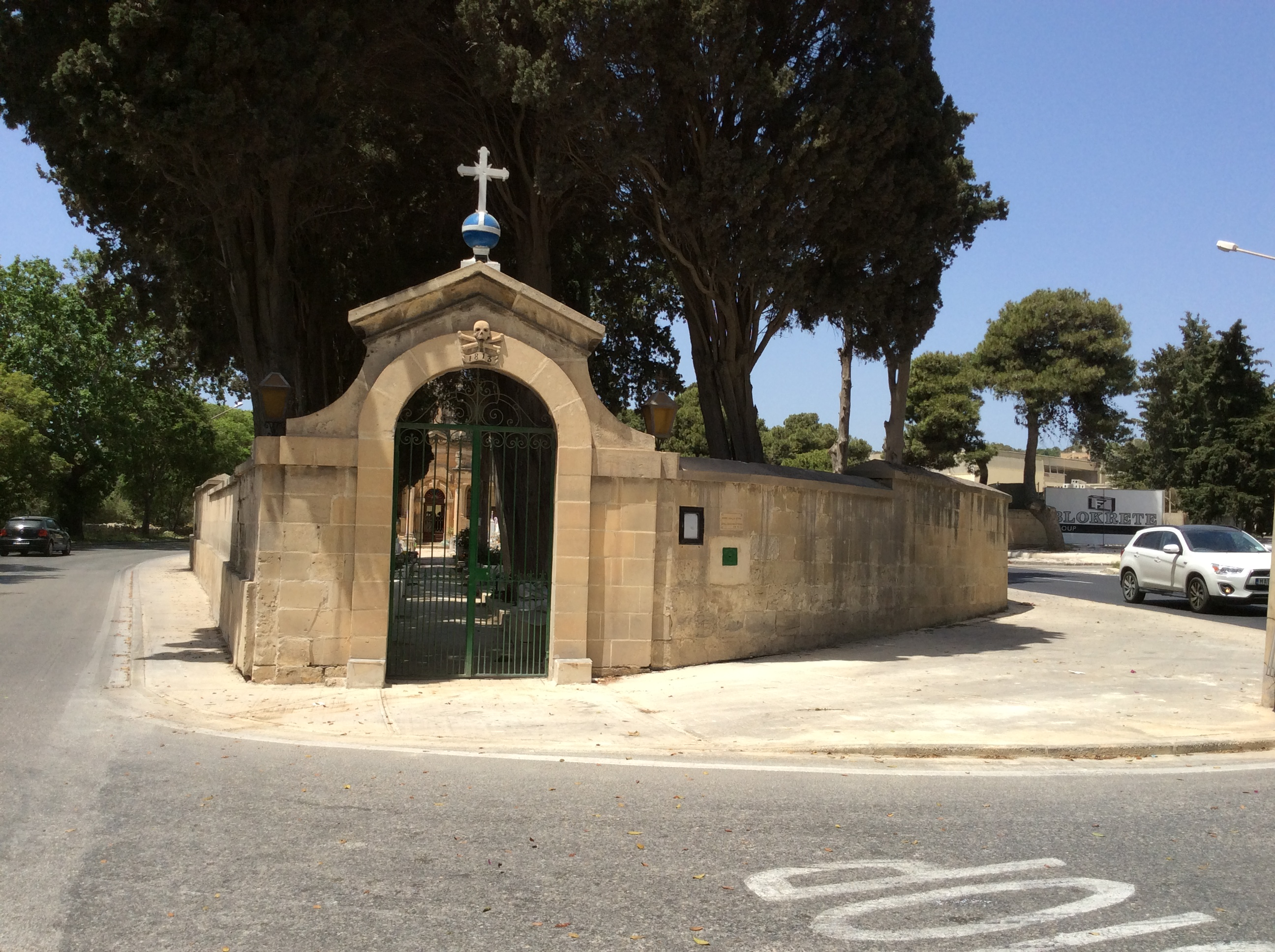
Cementerio de peste en Lija, con la fecha "1813"

Debido a la alta cifra de muertos, se establecieron una serie de cementerios especiales conocidos como clausure para las víctimas. Estos eran cementerios extramuros ubicados fuera de los asentamientos, en contraste con la práctica habitual de enterrar a los muertos dentro de las iglesias. Se habían creado cementerios dedicados para epidemias anteriores como las plagas de 1592 y 1675-1676, y también fueron creados para brotes de cólera y viruela más adelante en el siglo XIX.

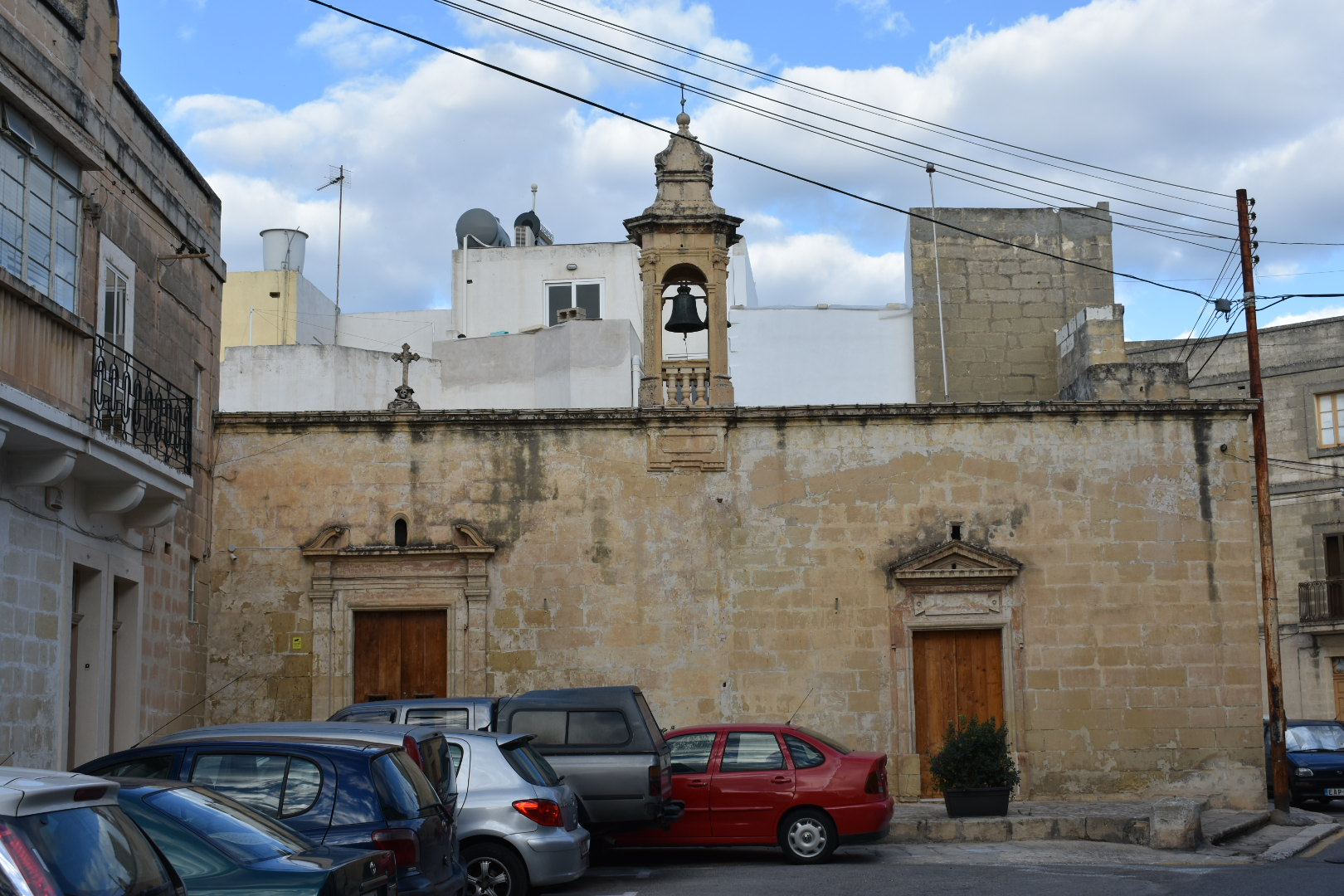
La capilla tal-ftajjar, en Luqa, fue utilizada como lugar de entierro.

Algunos de estos cementerios fueron dedicados a San Roque debido a la devoción al santo en casos de peste, mientras que otros no tenían una dedicación específica. Muchos de los cementerios de 1813 llevaban esta fecha en el exterior.
Algunos de estos cementerios fueron utilizados más tarde para otros entierros, de tal forma que se convirtieron en el cementerio principal de un pueblo o pueblo en particular. Ejemplos de estos incluyen los cementerios de Qormi y Lija. Otros cementerios, como el de ta' Gadaf cerca de Naxxar, quedaron en un estado de abandono.
Algunas víctimas también fueron enterradas en iglesias abandonadas (como la antigua Iglesia Parroquial de Santa María en Birkirkara), en campos o en tumbas selladas en criptas.

### Impacto económico
El brote de peste causó graves perturbaciones económicas a medida que se cortaban los vínculos comerciales y la comunicación, tanto internamente como con los países vecinos. Los lazos entre Malta y Gozo fueron cortados durante un largo período de tiempo, aunque hubo casos en los que se permitió un comercio limitado entre las islas. Temiendo la enfermedad, varios empresarios extranjeros habían abandonado la isla en agosto de 1813. El gasto público también aumentó durante el brote.
La plaga contribuyó a una depresión económica que duró hasta mucho después de que la enfermedad fuera erradicada de las islas. Algunos puertos impusieron cuarentenas a los buques malteses hasta 1826, afectando negativamente al comercio en el proceso. Otros factores como la Guerra de Independencia griega, la creciente popularidad del algodón egipcio y la conquista francesa de Argelia también contribuyeron al mal estado de la economía de Malta en las décadas de 1820 y 1830.

### Ciencias religiosas y supersticiosas
Algunos consideraban la plaga como una forma de castigo divino, y muchos que sobrevivieron atribuyeron esto a la gracia. Cuando terminó la epidemia, se llevó a cabo una peregrinación desde La Valeta hasta el Santuario de Nuestra Señora de Mellieħa.
Durante la plaga, algunos vincularon el año 1813 con la superstición de que el número 13 es desafortunado, con respecto al 13º año de un siglo como un annus horribilis.

## Legado
Un coche fúnebre hecho a mano que se utilizó en el brote de peste de 1813 y todavía sobrevive. Fue redescubierto en 1992 en la cripta de la iglesia parroquial de Żabbar, y ahora se exhibe en el Museo santuario de Żabbar.

### Exvoto y otras conmemoraciones
Varios exvotos fueron ofrecidos a iglesias por personas que sobrevivieron al brote. Estos son a menudo ejemplos de arte popular que no son necesariamente de una alta calidad artística, pero tienen significado histórico ya que son fuentes primarias que retratan la vida durante el curso de la epidemia. Las iglesias que contienen pinturas ex voto incluyen la Iglesia de Santa Bárbara en La Valeta y el santuario de Mensija en San Ġwann.
Una estatua de San Sebastián, un santo patrón de los afectados por la peste, fue erigida en las afueras de Qormi (frente a Marsa y el puerto) después del brote. La estatua fue esculpida por Ċikku y Girolamo Fabri (aunque a veces se atribuye a Vincenzo Dimech), y una inscripción conmemora que se le dio una indulgencia en 1816. En la década de 1880, una iglesia dedicada al mismo santo fue construida cerca de la estatua, y se convirtió en una parroquia separada en 1935. Una iglesia parroquial mucho más grande fue construida cerca más tarde en el siglo XX.
En Senglea, se encargó una estatua de la Virgen para conmemorar la liberación de los habitantes de la ciudad de la peste. Salvatore Debarro pagó por la estatua, que fue esculpida de mármol por Vincenzo Dimech. Fue erigido en la ciudad y fue bendecido el 19 de mayo de 1816. La estatua fue reubicada en 1955 y todavía existe hoy en día.
En 1991, una calle de Xagḥra fue nombrada Triq George McAdam en honor al médico militar que murió en la peste. Una calle en Qormi se llama Triq il-Barrakki después de las cabañas construidas para albergar a los infectados en la epidemia.

### Obras literarias
Se escribieron varios relatos de la peste, como el Ragguaglio storico della pestilenza che afflisse le isole di Malta e Gozo negli anni 1813 y 1814 de Güéolo que fue publicado en Livorno en 1833.
Gioacchino Ermolao Barbaro, que había perdido tres hijos en la peste, escribió tres sonetos y un poema en italiano sobre la epidemia. Todos ellos se titulan Per la peste di Malta nell'anno 1813 y fueron publicados en 1843.